# نيكايا (لاريسا)
نيكايا (باليونانية: Νίκαια)‏ هي مدينة وبلدية سابقة في لاريسا في مقاطعة فوريا إلادا في اليونان. منذ إصلاح الحكومة المحلية عام 2011، أصبحت جزءًا من بلدية كيلير. عدد السكان 6535 (2011). تبلغ مساحة الوحدة البلدية 279.562 كيلومتر مربع.